# Чагыран, Бугра
Рахман Бугра Чагыран (тур. Rahman Buğra Çağıran; 1 января 1995 года, Гюмюшхане) — турецкий футболист, полузащитник клуба «Ени Малатьяспор», выступающий на правах аренды за «Генчлербирлиги».

## Клубная карьера
Бугра Чагыран — воспитанник турецкого клуба «Трабзонспор». В августе 2014 года он был отдан в аренду команде «Арсинспор», игравшей в Третьей лиге. В феврале 2015 года Чагыран заключил полноценный контракт с клубом. В июле 2016 года полузащитник перешёл в «Ени Малатьяспор», с которым по итогам сезона 2016/2017 вышел в Суперлигу.
26 августа 2017 года Бугра Чагыран дебютировал в турецкой Суперлиге, выйдя на замену в самой концовке домашнего поединка против «Антальяспора». 18 мая 2018 года он забил свой первый гол на высшем уровне, открыв счёт в домашнем матче с «Кайсериспором».